# Спартак (Львів)
«Спартак» — український радянський спортивний клуб зі Львова. Існував у 1940—1941, 1945—1952 роках. Поряд з львівським «Динамо», «Спартак» був провідним спортивним клубом Львова у перші повоєнні роки. Виступав в чемпіонаті УРСР як в футболі, так і в хокеї з шайбою. Найбільший успіх в футболі —  2-е місце в зоні УРСР другої групи СРСР 1949 року й участь у турнірі за вихід до першої групи (вищої ліги) СРСР. 
Найбільший успіх в хокеї з шайбою – чемпіон УРСР 1941 року.
Наприкінці 1952 року клуб розпущено.

## Історія
Незадовго до початку другої світової війни внаслідок пакту Ріббентропа-Молотова Львівщина (як і вся Західна Україна) була приєднана до УРСР. Місцеві футбольні клуби, які існували до цього моменту у Львові та інших містах Галичини, Волині та Полісся, було розпущено. Їм на зміну прийшли радянські спортивні товариства. Так у 1940 році,  у Львові вперше з'явився «Спартак».
З 1944 по 1953 рік львівський «Спартак» поряд зі львівським «Динамо» був найсильнішим спортивним товариством міста, які тоді також виступали і в чемпіонатах Львова і УРСР, як з футболу,так і по хокею з шайбою, а спортсмени ціх команд грали тоді і в футбол, і в хокей.
Львівський «Спартак» є неодноразовим чемпіоном і призером  чемпіонату Львова як з футболу, так і по хокею з шайбою.
1941 року став чемпіоном УРСР по хокею з шайбою.

## Досягнення

### Хокей з шайбою
- Чемпіон УРСР по хокею з шайбою 1941 року.

### Футбол
- Володар Кубка Львівської області: 1940 (перший володар трофею);
- чемпіон Львова: 1940;
- фіналіст Кубка Львова: 1940;
- володар Кубка України серед спортивного товариства «Спартак» (двічі): 1945, 1946;
- 2-е місце в зоні УРСР другої групи СРСР: 1949;
- участь у турнірі за вихід до вищої ліги СРСР: 1949;